# دیبل (اکلاهما)
دیبل(به انگلیسی: Dibble) شهری در ایالت اکلاهما کشور ایالات متحده آمریکا است که جمعیت آن در سرشماری سال ۲۰۱۰ میلادی، ۸۷۸ نفر بوده‌است.